# Roumens
Roumens (em occitano:  Romens) é uma comuna francesa na região administrativa da Occitânia, no departamento do Alto Garona. Estende-se por uma área de 3.57 km², com 245 habitantes, segundo o censo de 2018, com uma densidade de 69 hab/km².